# Jakob Passavant
Philipp Jakob Passavant (auch Jacob Passavant-Cornill) (* 24. März 1777 in Frankfurt am Main; † 20. Mai 1835 ebenda) war ein deutscher Kaufmann und Abgeordneter aus dem Frankfurter Zweig der Familie Passavant.

## Familie
Passavant war der Sohn des Kaufmanns Philipp Jakob Passavant (1748–1821) und dessen Ehefrau Eleonore Elisabeth geborene de Bary. Er heiratete am 4. November 1808 in Frankfurt am Main Marie Gertraude Cornill (* 7. Dezember 1783 in Frankfurt am Main; † 30. September 1863 ebenda) und nannte sich danach zur Unterscheidung zu den gleichnamigen Familienmitgliedern Passavant-Cornill. Die Ehefrau war die Tochter des Frankfurter Weinhändlers Philipp Jacob Cornill (1737–1800) und der Susanne Elisabeth geborene Olenschlager. Sie verbrachte ihre Jugend zusammen mit Bettine Brentano in der Sandgasse, wirkte als Malerin und fertigte Silberstiftzeichnungen. Aus der Ehe gingen folgende Kinder hervor:
- Emilie Elisabeth Passavant heiratete 1833 den Kaufmann Philipp Theodor Passavant
- Philipp Robert Passavant (1808–1887) wurde nach dem Tod des Vaters 1835 Teilhaber und später Inhaber der Fa. „Philipp Passavant & Sohn“ Handlung mit steierischem Stahl, Eisen, Blech, Messing und Blei
- Emma Meyer, geb. Passavant (1815–1908) heiratete Anton Adolf von Meyer

## Leben
Philipp Jakob Passavant änderte 1804 den bisherigen Geschäftsbetrieb Textilmanufaktur mit Niederlassungen in Manchester und Bradford in einen Eisenhandel und nahm seinen Schwager de Bary in das Unternehmen auf. Am 1. Februar 1804 wurde Jakob Passavant neben seinem Vater Teilhaber der Fa. „Philipp Passavant & Sohn“ als Eisenhandlung in der Großen Sandgasse. Er gab den Handel mit Wollwaren als unrentabel auf und nahm neue Artikel der Eisenbranche hinzu (Schaufeln, Rister, Bandeisen). Ab 1821 war er alleiniger Inhaber. Nach seinem Tod übernahm 1835 seine Witwe das Geschäft als Inhaberin mit ihrem Sohn Robert als Teilhaber, später ging es ganz auf Robert Passavant über.
Von 1820 bis 1829 war er Mitglied der Frankfurter Handelskammer.
Zwischen 1815 und 1825 gehörte er der Ständigen Bürgerrepräsentation der Freien Stadt Frankfurt an. 1819, 1822, 1824 bis 1825 und 1830 bis 1834 war er auch Mitglied im Gesetzgebenden Körper der Freien Stadt Frankfurt.